# Андерсон, Райан (велогонщик)
Ра́йан А́ндерсон (англ. Ryan Anderson; род. 22 июля 1987, Спрус-Гров, Альберта) — канадский шоссейный велогонщик, выступавший на профессиональном уровне в 2008—2020 годах. Победитель и призёр ряда крупных соревнований на шоссе, участник таких престижных гонок как «Вуэльта Испании», «Париж — Рубе», «Тур Фландрии» и др.

## Биография
Райан Андерсон родился 22 июля 1987 года в городе Спрус-Гров, провинция Альберта.
Впервые заявил о себе в шоссейном велоспорте в 2005 году, выиграв серебряную медаль на юниорском канадском первенстве.
В 2007 году был вторым на молодёжном канадском первенстве.
Дебютировал на профессиональном уровне в сезоне 2008 года, подписав контракт с командой Symmetrics. Среди прочего поучаствовал в это время в многодневной гонке Devo Stage Race, став в генеральной классификации третьим.
В 2009 году в составе американской команды Kelly Benefit Strategies одержал победу в общем зачёте гонки Delta Road Race, вместе с соотечественником Давидом Вейё занял шестое место на «Дуо Норман», показал второй результат в гонке с раздельным стартом на молодёжном канадском первенстве.
В 2010 году финишировал четвёртым на «Вуэльте Уругвая» и седьмым на Grand Prix des Marbriers.
Начиная с 2011 года представлял канадскую команду SpiderTech-C10 с проконтинентальной лицензией, в это время достаточно успешно выступал на Delta Road Race, стал пятым в гонках «Схал Селс» и «Гран-при Пино Черами», занял восьмое место на «Кубке Японии».
В начале 2013 года перешёл на некоторое время в китайскую команду Champion System, но провёл в ней только полгода, после чего стал гонщиком Optum-Kelly Benefit Strategies. Среди наиболее примечательных результатов в этот период — второе место в групповой гонке на шоссейном чемпионате Канады, вторая позиция на «Туре Элк-Грова», восьмое и пятое места в генеральной классификации «Тура Альберты», где Андерсон оба раза становился лучшим канадским гонщиком, победа на Nature Valley Grand Prix и на нескольких других гонках. Стартовал на шоссейном чемпионате мира в Ричмонде.
В 2016—2017 годах Райан Андерсон находился в составе французской команды Direct Énergie. С ней отметился вторым результатом в гонке «Полинорманд», проиграв финишный спринт бельгийцу Батисту Планкарту, финишировал пятым на «Гран-при Марсельезы», принял участие в «Вуэльте Испании», где преодолел все этапы и занял итоговое 136-е место, а также в классических однодневных гонках «Париж — Рубе» и «Тур Фландрии».
В 2018—2020 годах представлял американскую проконтинентальную команду Rally Cycling, после чего объявил о завершении спортивной карьеры.